# Municipio de White Oak (Míchigan)
El municipio de White Oak (en inglés: White Oak Township) es un municipio ubicado en el condado de Ingham en el estado estadounidense de Míchigan. En el año 2010 tenía una población de 1173 habitantes y una densidad poblacional de 12,41 personas por km².

## Geografía
El municipio de White Oak se encuentra ubicado en las coordenadas 42°33′45″N 84°12′8″O / 42.56250, -84.20222. Según la Oficina del Censo de los Estados Unidos, el municipio tiene una superficie total de 94.48 km², de la cual 93,97 km² corresponden a tierra firme y (0,54 %) 0,51 km² es agua.

## Demografía
Según el censo de 2010, había 1173 personas residiendo en el municipio de White Oak. La densidad de población era de 12,41 hab./km². De los 1173 habitantes, el municipio de White Oak estaba compuesto por el 95,65 % blancos, el 0,6 % eran afroamericanos, el 1,19 % eran amerindios, el 0,34 % eran asiáticos, el 0,51 % eran de otras razas y el 1,71 % eran de una mezcla de razas. Del total de la población el 1,62 % eran hispanos o latinos de cualquier raza.